# Inage-ku
Inage (稲毛区, Inage-ku) est l'un des six arrondissements de la ville de Chiba au Japon. Il est situé au nord-ouest de la ville.
En 2016, sa population est de 161 261 habitants pour une superficie de 21,25 km2, ce qui fait une densité de population de 7 380 hab./km2.

## Lieux notables
- Université de Chiba

## Transport publics
L'arrondissement est desservi par plusieurs lignes ferroviaires :
- lignes Chūō-Sōbu et Sōbu de la compagnie JR East,
- ligne Chiba de la compagnie Keisei,
- ligne 2 du monorail de Chiba.